# Dasypecus latus
Dasypecus latus là một loài ruồi trong họ Asilidae. Dasypecus latus được Philippi miêu tả năm 1865. Loài này phân bố ở vùng Tân nhiệt đới.